# Kriegsgefangenenlager Aus
Das Kriegsgefangenenlager Aus (englisch Prisoner-of-War Camp Site) war ein 1915 eingerichtetes und am 13. Mai 1919 geschlossenes Internierungslager der südafrikanischen Armee bei Aus im heutigen Namibia. Hier wurden nach der Kapitulation der deutschen Schutztruppe in Deutsch-Südwestafrika die „aktiven deutschen Unteroffiziere und Mannschaften mit drei Offizieren“, insgesamt bis zu 1552 Menschen, untergebracht.
Seit 1985 ist das ehemalige Lagergebiet ein Nationaldenkmal Namibias.

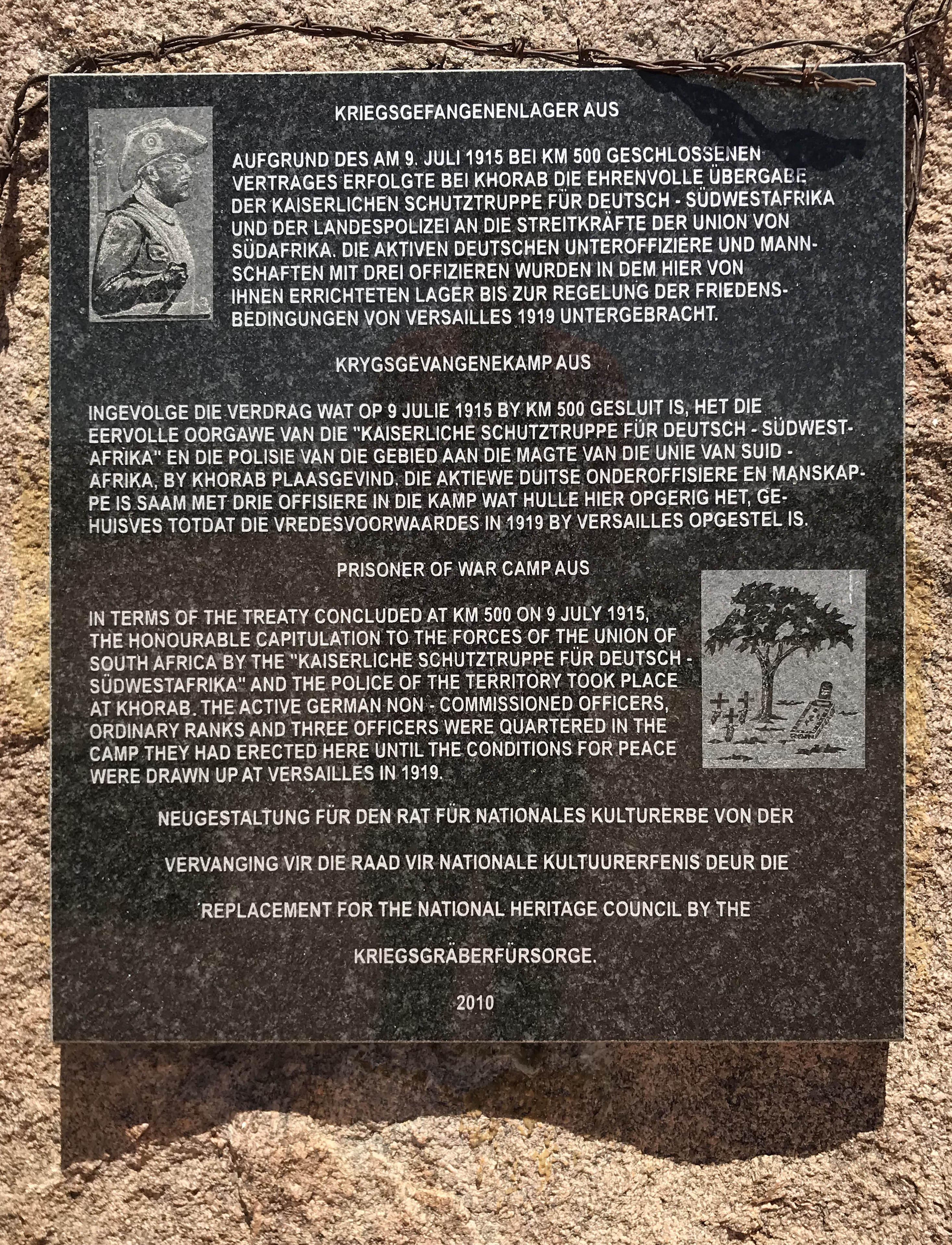
Tafel am Gedenkstein des Kriegsgefangenenlagers

## Beschreibung
Das Lager bestand aus zahlreichen Gebäuden, die aus Stein, Lehm und Wellblech errichtet wurden. Auch in Zelten wurden die Gefangenen untergebracht. Heute sind nur noch Ruinen zu erkennen. 69 Deutsche und 60 Mitglieder des Aufsichtspersonals liegen auf dem dortigen Friedhof, 4700 Meter nördlich des Lagers, begraben. Die meisten starben 1918 an der Grippe. Das Kriegsgefangenenlager gilt als jüngstes Überbleibsel der deutschen Kolonialzeit in Namibia.
Der Gedenkstein wurde 1935 aus Naturstein mit einer Höhe von 2,8 Metern errichtet und trug eine Bronzeplakette. Das Denkmal wurde 2010 neu gestaltet.